# Andreé Hult
Andreé Hult (* 5. Dezember 1987 in Borlänge) ist ein schwedischer Eishockeyspieler, der seit Juli 2023 bei den Bayreuth Tigers aus der Eishockey-Oberliga unter Vertrag steht. Sein Bruder Alexander ist ebenfalls Eishockeyspieler.

## Karriere
Andreé Hult begann seine Karriere als Eishockeyspieler in der Nachwuchsabteilung des Mora IK, für dessen Profimannschaft er von 2005 bis 2007 in der Elitserien, der höchsten schwedischen Spielklasse, aktiv war. Parallel bestritt er in der Saison 2006/07 elf Spiele für den Bofors IK in der zweitklassigen HockeyAllsvenskan, bei dem er die gesamte folgende Spielzeit verbrachte. Zur Saison 2008/09 wechselte der Center zum HK Dmitrow in die Wysschaja Liga, die zweite russische Spielklasse. Anschließend verbrachte er zwei Jahre bei dessen Ligarivalen Molot-Prikamje Perm, mit dem er in der Saison 2010/11 in der Wysschaja Hockey-Liga, der neuen zweiten russischen Spielklasse, teilnahm.
Zur Saison 2011/12 wurde Hult vom HC Lev Poprad aus der Kontinentalen Hockey-Liga verpflichtet. Dort konnte er sich allerdings nicht durchsetzen, weshalb er ausschließlich für dessen Farmteam HK Poprad in der slowakischen Extraliga spielte. Im Dezember 2011 wurde sein Vertrag in Poprad vorzeitig aufgelöst, woraufhin er Anfang Januar 2012 einen Vertrag bei HK Donbass Donezk aus der Wysschaja Hockey-Liga unterschrieb. Zur Saison 2012/13 wechselte der Schwede innerhalb der Liga zu Rubin Tjumen, bevor er im Sommer 2013 nach Schweden zurückkehrte und sich Timrå IK anschloss.
Zwischen Mai 2015 und März 2019 stand Hult bei den Schwenninger Wild Wings in der Deutschen Eishockey Liga unter Vertrag und absolvierte für diese insgesamt 162 DEL-Partien, in denen er 103 Scorerpunkte sammelte. Im Mai 2019 kehrte er in seine Heimat zurück und wurde vom Leksands IF verpflichtet, für den er in 42 Partien 4 Scorerpunkte sammelte. Im Oktober 2020 wurde Hult vom EHC Freiburg aus der DEL2 verpflichtet. In der Saison 2020/21 war er mit insgesamt 75 Punkten (28 Tore und 47 Assists) Topscorer des EHC Freiburg. In der Hauptrunde sammelte Hult 68 Punkte und gehörte damit zu den Top 10 der DEL2-Scorerliste. Im Mai 2021 wurde er vom EV Landshut verpflichtet.

## Statistik
(Stand: Ende der Saison 2018/19)